# Thallon
Thallon är en ort i Australien. Den ligger i kommunen Balonne Shire och delstaten Queensland, omkring 430 kilometer väster om delstatshuvudstaden Brisbane. Antalet invånare är 290.
Trakten runt Thallon är nära nog obefolkad, med mindre än två invånare per kvadratkilometer..
Omgivningarna runt Thallon är i huvudsak ett öppet busklandskap. Genomsnittlig årsnederbörd är 454 millimeter. Den regnigaste månaden är februari, med i genomsnitt 84 mm nederbörd, och den torraste är oktober, med 7 mm nederbörd.